# جاكوب روبسون
جاكوب روبسون هو لاعب كرة قاعدة كندي، ولد في 20 نوفمبر 1994 في لندن في كندا.

## روابط خارجية
- جاكوب روبسون على موقع دوري كرة القاعدة الرئيسي (الإنجليزية)
- جاكوب روبسون على موقعبيزبول رفرنس.كوم (الدوري الرئيسي) (الإنجليزية)
- جاكوب روبسون على موقعبيزبول رفرنس.كوم (الدوري الثانوي) (الإنجليزية)
- جاكوب روبسون على موقع إي إس بي إن.كوم (أم.أل.بي) (الإنجليزية)